# Overtures of Blasphemy
Albums de Deicide
In the Minds of Evil
(2013) Banished by Sin
(2024)
Overtures of Blasphemy est le douzième album studio du groupe de death metal américain Deicide. Il est sorti le 14 septembre 2018 sur Century Media Records.
La pochette a été créée par Zbigniew M. Bielak, qui a également travaillé avec Ghost, Paradise Lost et Mayhem. Il s'agit du premier album du groupe depuis In the Minds of Evil (2013), et c'est le seul disque avec le guitariste Mark English de Monstrosity, qui a remplacé Jack Owen en 2016.

## Réception
L'album a reçu des critiques mitigées à positives. Metal Injection a déclaré que "l'album appartient définitivement à la moitié supérieure de la discographie de Deicide", Decibel a déclaré que "grâce au quatrième morceau, il s'est déjà frayé un chemin dans les échelons supérieurs de la discographie historique du groupe", mais Joe Smith-Engelhardt, journaliste d'Exclamer! a qualifié l'album de "point sensible" dans la carrière de Deicide.

## Liste des pistes
| No            | Titre                         | Crédits                     | Durée |
| ------------- | ----------------------------- | --------------------------- | ----- |
| 1.            | "One with Satan"              | Glen Benton                 | 3:46  |
| 2.            | "Crawled from the Shadows"    | - Benton - Steve Asheim     | 3:20  |
| 3.            | "Seal the Tomb Below"         | - Benton - Kevin Quirion    | 2:57  |
| 4.            | "Compliments of Christ"       | Benton                      | 2:44  |
| 5.            | "All That Is Evil"            | - Benton - Asheim           | 3:24  |
| 6.            | "Excommunicated"              | - Benton - Quirion          | 2:55  |
| 7.            | "Anointed in Blood"           | - Benton - Quirion          | 3:18  |
| 8.            | "Crucified Soul of Salvation" | - Benton - Asheim           | 3:00  |
| 9.            | "Defying the Sacred"          | - Benton - Quirion          | 3:30  |
| 10.           | "Consumed by Hatred"          | Benton                      | 3:02  |
| 11.           | "Flesh, Power, Dominion"      | - Benton - Quirion - Asheim | 3:33  |
| 12.           | "Destined to Blasphemy"       | - Benton - Quirion          | 2:25  |
| Total length: | Total length:                 | Total length:               | 37:54 |

## Personnel
- Glen Benton – basse, chant
- Steve Asheim - batterie, guitares supplémentaires
- Kevin Quirion – guitares
- Mark English – guitares